# Eduard Rüppell
Wilhelm Peter Eduard Simon Rüppell (Fráncfort del Meno, 20 de noviembre de 1794-ib., 10 de diciembre de 1884) fue un naturalista, explorador, numismático y geólogo alemán. El apellido "Rüppell" ocasionalmente se translitera como "Rueppell" en inglés.

## Biografía
Fue hijo de un muy próspero banquero, Simon Rüppell y de Elisabeth Arstenius. Iba originalmente destinado a ser comerciante, pero luego de visitar la península de Sinaí en 1817, se interesó en la historia natural. Asistió a clases de botánica y zoología en las universidades de Pavía y Génova.
Rüppell realizó su primera expedición en 1821, acompañado por el cirujano Michael Hey como asistente. Viajaron a través del desierto del Sinaí, y en 1822 fueron los primeros europeos exploradores en alcanzar el golfo de Aqaba. Luego viajaron hasta Alejandría pasando por el monte Sinaí. En 1823, viajaron remontando el Nilo hasta Nubia, recolectando especímenes en el área sur de Ambukol, retornando a El Cairo en julio de 1825. Realizaron también una exploración a Etiopía, pero solo alcanzaron la ciudad portuaria de Massawa, dondequedaron detenidos por afecciones de salud.
En 1827, Rüppell regresó a Europa. Philipp Jakob Cretzschmar usó los especímenes enviados por Rüppell para elaborar en 1826 el Atlas zu der Reise im nordlichen Afrika [Atlas de Viajes en el norte de África].
En 1830, Rüppell retornó a África, siendo el primer naturalista en atravesar Etiopía, de donde trajo, entre otras cosas, varios manuscritos que ahora se encuentran en la Biblioteca de la Universidad de Fráncfort. Publicó un relato de estos viajes llamado Travels in Abyssinia.
Fue el primer extranjero en recibir la Medalla de Oro de la Royal Geographical Society, en 1839. Vivió una vida aislada en Frankfurt, muy honrado por sus servicios en los campos de la zoología, la botánica, la mineralogía, la paleografía, la geografía y la numismática. Los especímenes que recogió durante sus viajes se convirtieron en la base del Museo Senckenberg de Historia Natural, en Frankfurt. Cinco géneros animales y 79 especies animales y vegetales llevan su nombre.

## Honores

### Eponimia
Especies animales
- Scoteanax rueppellii, murciélago de Rüppell
- Eupodotis rueppellii, sisón de Rüppell
- Myrmecocichla melaena, zorzal hormiguero de Rüppell
- Vulpes rueppellii, zorro de Rüppell
- Lamprotornis purpuroptera, estornino de Rüppell
- Rhinolophus fumigatus, murciélago pata de caballo de Rüppell
- Poicephalus rueppellii, lorito de Rüppell
- Pipistrellus rueppellii, pipistrela de Rüppell
- Cossypha semirufa, cosifa de Rüppell
- Ablepharus rueppellii, serpiente de Rüppell
- Gyps rueppellii, buitre de Rüppell
- Sylvia rueppelli, curruca de Rüpell
- Ploceus galbula, tejedor de Rüpell

Especies vegetales
- (Asteraceae) Arctotis rueppellii O.Hoffm.[1]
- (Asteraceae) Bidens rueppellii (Sch.Bip.) Sherff[2]
- (Asteraceae) Ethulia rueppellii Hochst. ex A.Rich.[3]
- (Asteraceae) Haplocarpha rueppellii K.Lewin[4]
- (Asteraceae) Ifloga rueppellii (Fresen.) Danin[5]
- (Asteraceae) Landtia rueppellii Benth. & Hook.f.[6]
- (Asteraceae) Sonchus rueppellii R.E.Fr.[7]

## Algunas obras
- Atlas zu der Reise im nördlichen Afrika. Fráncfort, Brönner 1826-1828
- Reise in Nubien, Kordofan und dem peträischen Arabien vorzüglich in geographisch-statistischer Hinsicht. Frankfurt/M., Wilmans 1829
- Reise in Abyssinien. 2 tomos + Atlas. Fráncfort, Schmerber 1838-1840
- Neue Wirbelthiere zu der Fauna von Abessinien gehörig. Fráncfort, Schmerber 1835-1840

- La abreviatura «Rüppell» se emplea para indicar a Eduard Rüppell como autoridad en la descripción y clasificación científica de los vegetales.[8]

## Abreviatura (zoología)
La abreviatura Rüppell  se emplea para indicar a Eduard Rüppell como autoridad en la descripción y taxonomía en zoología.